# Рапидс Сити (Илиноис)
Рапидс Сити (енгл. Rapids City) град је у америчкој савезној држави Илиноис.

## Демографија
По попису из 2010. године број становника је 959, што је 6 (0,6%) становника више него 2000. године.
| Група             | 2000.       | 2010.       |
| Белци             | 924 (97,0%) | 922 (96,1%) |
| Афроамериканци    | 0 (0,0%)    | 2 (0,2%)    |
| Азијати           | 1 (0,1%)    | 3 (0,3%)    |
| Хиспаноамериканци | 20 (2,1%)   | 21 (2,2%)   |
| Укупно            | 953         | 959         |